# Australoconops rufricus
Australoconops rufricus är en tvåvingeart som beskrevs av Schneider 2010. Australoconops rufricus ingår i släktet Australoconops och familjen stekelflugor. Inga underarter finns listade i Catalogue of Life.